# Ine Beyen
Ine Beyen (Oostende, 1 mei 1987) is een Belgisch voormalig wielrenster. Ze behaalde één overwinning bij de profs, in de Ierse rittenkoers Rás na mBan. Daarnaast wist ze negende te worden bij de beloften op het EK in 2007, en een jaar later zesde op het BK bij de elite. In 2011 reed ze de Ronde van Italië uit. Na haar carrière als wielrenster bleef ze actief in de wielerwereld, onder andere als columniste en commentator.

## Biografie
Beyen begon met wielrennen doordat haar vader, die kinesist was, als amateur voor de Belgische Medische Wielerkring fietste. Toen ook haar zus, Lien Beyen, begon te fietsen besloot ze hetzelfde te gaan doen. Ze bleek talent te hebben, want in 2003 eindigde ze als vijfde op het BK voor nieuwelingen en een jaar later werd ze tweede bij de junioren. Dat leverde haar een selectie op voor de wereldkampioenschappen wielrennen 2004 in Verona.
Daar leerde ze haar latere man Serge Pauwels kennen, die ook deelnam aan het WK. Beyen eindigde als veertigste bij de juniores. In 2009 werden Beyen en Pauwels een koppel. Beyen stopte in 2013 met fietsen om zich te focussen op haar gezin, zodat Pauwels zich kon blijven focussen op zijn wielercarrière. In haar laatste profjaar had Beyen regelmatig last van slokdarmontstekingen, waardoor ze een aantal maanden eerder dan gepland stopte. Haar laatste koers, een kermiskoers in Kontich, wist ze wel nog te winnen. Toen Pauwels' carrière voorbij was, begon Beyen te werken als sportjournaliste. Ze schrijft columns en maakt videoreportages, onder andere voor Het Nieuwsblad en Sporza. Ze had in 2022 een vaste rubriek in Vive le vélo en maakte samen met Serge Pauwels en psycholoog Pieterjan Kempynck de podcast "Je eigen koers". Sinds 2022 becommentarieert ze samen met Ruben Van Gucht de vrouwenkoersen op Sporza, met als hoogtepunt de eerste Tour de France Femmes.
Beyen behaalde een masterdiploma in communicatiewetenschappen, en gaf onder andere Nederlands en Engels in het secundair onderwijs.

## Palmares

###### 2008
- 4e etappe Rás na mBan

### Resultaten in voornaamste wedstrijden
| Jaar | Ronde van Vlaanderen | Omloop Het Nieuwsblad | Waalse Pijl | Grand Prix de Dottignies |
| ---- | -------------------- | --------------------- | ----------- | ------------------------ |
| 2006 | opgave               |                       | 125e        |                          |
| 2007 |                      |                       | opgave      | 37e                      |
| 2008 |                      | 48e                   |             | 63e                      |
| 2009 |                      |                       |             | 13e                      |
| 2010 | 96e                  | 37e                   |             |                          |
| 2011 | 46e                  |                       | 66e         |                          |
| 2012 | 52e                  | 87e                   | 51e         | 33e                      |
| 2013 | 66e                  | opgave                | 68e         |                          |

## Ploegen
- 2007 –  Lotto-Belisol Ladiesteam
- 2008 –  Team Swift Racing
- 2009 –  Topsport Vlaanderen-Thompson Ladies Team
- 2010 –  Topsport Vlaanderen-Thompson Ladies Team
- 2011 –  Topsport Vlaanderen-Ridley Team
- 2012 –  Topsport Vlaanderen-Ridley
- 2013 –  Topsport Vlaanderen-Bioracer

I.Beyen · L.Beyen · Boyd · Bras · Carrigan · De Merlier · De Vocht · De Vuyst · Decroix · Delfosse · Depoorter · Dervan · D'Hamecourt · Druyts · Du Toit · Duprez · Hierckens · Lanssens · Llaca · Schoonbaert · Steenssens · Torsius · Van Doorslaer · Van Geyt · Verbeke · Verstraete · Watt · Wright